# Zamek w Złotym Stoku
Zamek w Złotym Stoku – nieistniejący już zamek w Złotym Stoku na Dolnym Śląsku.
Znajdować miał się w południowo-zachodniej części miasta na wyższej trasie stoku.

## Historia
Nie wiadomo kiedy dokładnie zamek został pierwotnie wybudowany. Prawdopodobnym fundatorem zamku mógł być Eberhardo von Reichenstein, właściciel osady pod koniec XIII wieku, rodzina von Haugwitzów lub Bolko I, który zamek wybudować miałby w obawie przed wojną z Czechami. Odbudowany i zniszczony w czasie trwania wojen husyckich (1419-1436) przez książąt ziębickich. W XV wieku zamek zamieszkiwał hrabia Guntram von Schauretal wraz z rodziną. W 1507 roku książęta ziębiccy – właściciele miasta i kopalń w Złotym Stoku – po uzyskaniu przywilejów na bicie złotych guldenów i groszy górniczych (1502) przenieśli na złotostocki zamek swoją mennicę z Ząbkowic Śląskich. Dopiero w 1520 dla mennicy wybudowano oddzielny, zachowany do dzisiaj budynek przy pl. Kościelnym 1. Został ponownie zniszczony w czasie wojny trzydziestoletniej (1618–1648). Zamek ponownie odbudowano w 1722 roku. Był to wtedy mały zameczek z siedzibą starosty górniczego. Następnie przeszedł w ręce Josefa Teuberta. Budynek w jego posiadaniu większość czasu był niezamieszkały oraz zaniedbywany przez co popadł w ruinę. Ostateczna rozbiórka zachowanych murów o wysokości 12 m nastąpiła w 1842.
W miejscu zamku wybudował się dom nazywany w tamtych czasach Zameczkiem Mechsnerów (niem. Schlössla Mechsner). Mieszkał w nim górnik Richard Mechsner wraz z rodziną. W latach 30 XX wieku na ogródku rodziny obok domu zapadła się ziemia. Po zbadaniu zapadliska stwierdzono obecność podziemnego tunelu biegnącego w kierunku miasta.
Zamek na przestrzeni ostatniego stulecia stał się przedmiotem lokalnych legend. Przy ulicy Wolności 10 natrafiono na resztki kamiennych piwnic, które mogły należeć do zamku.

## Architektura
Na rycinach miasta Friedricha Bernharda Wernera zamieszczonych w „Topografii Śląska” i „Albumie widoków miast śląskich” z połowy XVIII wieku zamek miał być otoczony niewielkim ogrodem i posiadać 4 ozdobne baszty, 3 kondygnacje i czterospadowy dach. W jednym z rysunków Wernher prawdopodobnie zdecydował się na uproszczenie, które polegało na pominięciu baszt w rysunku zamku. Przypominać wyglądem miał pałac w Boborowie.

## Galeria

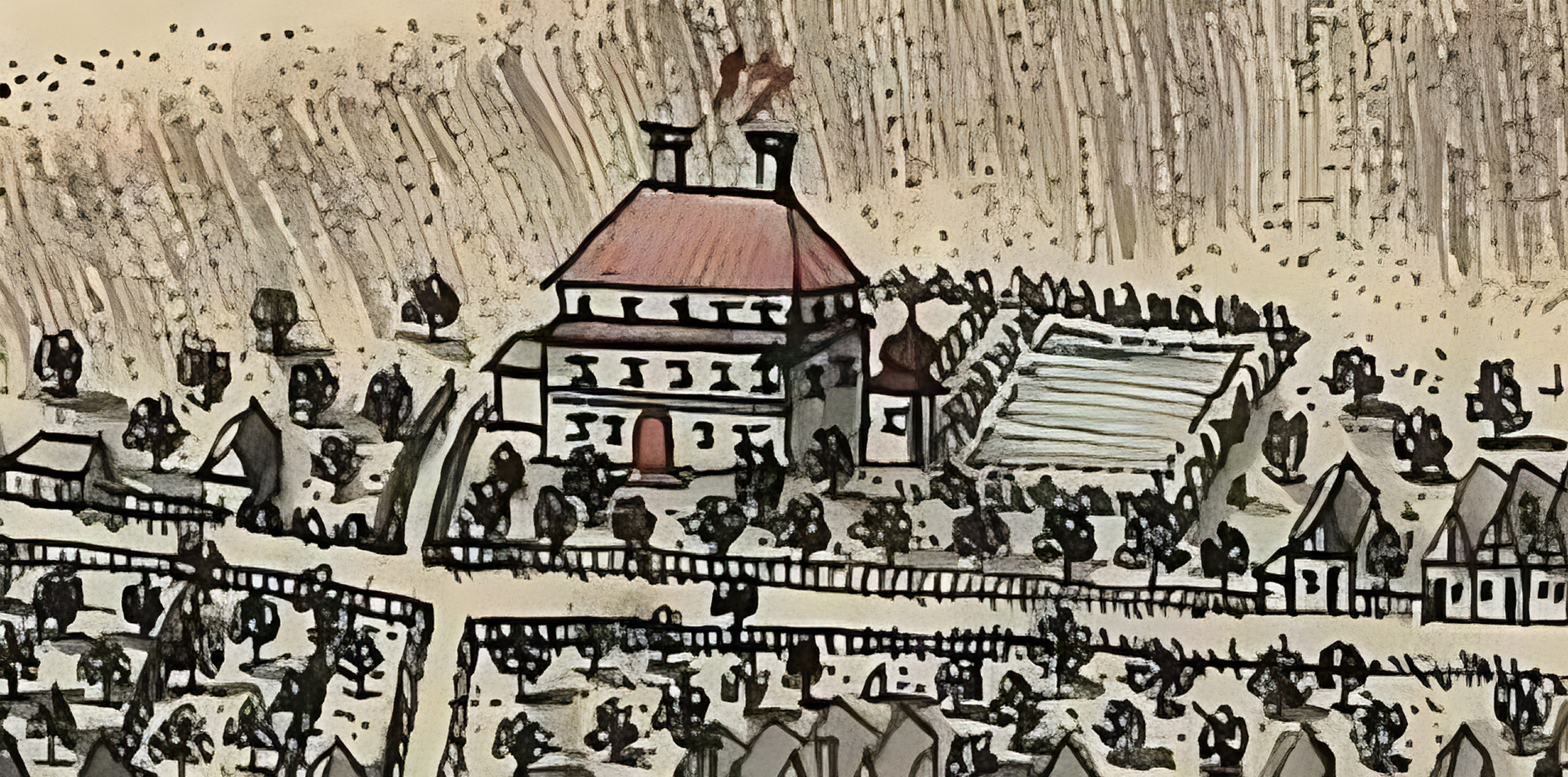
Zamek na rycinie F.B Wernera, 1737 r.
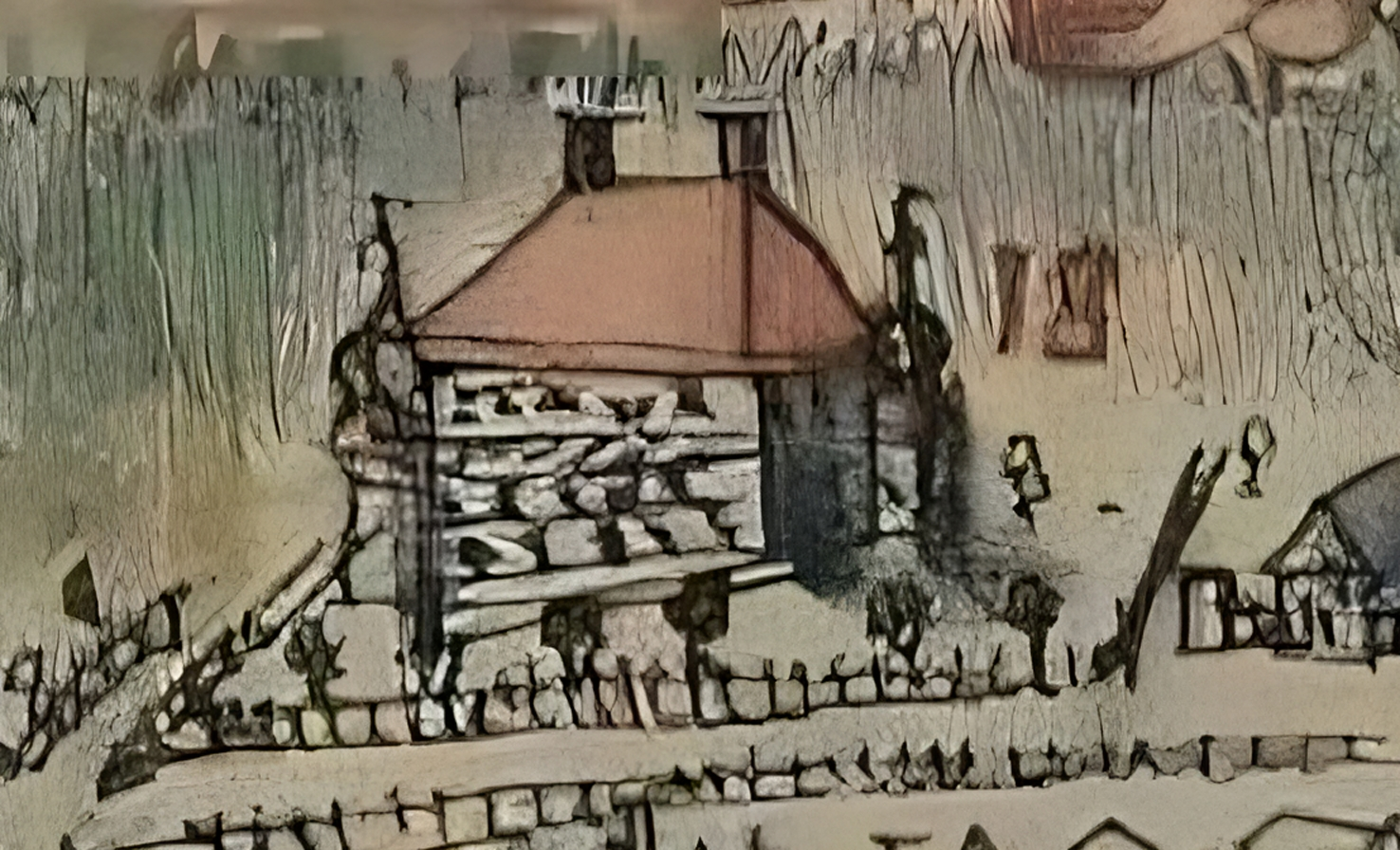
Zamek na rycinie F.B Wernera, ok. 1737 r.
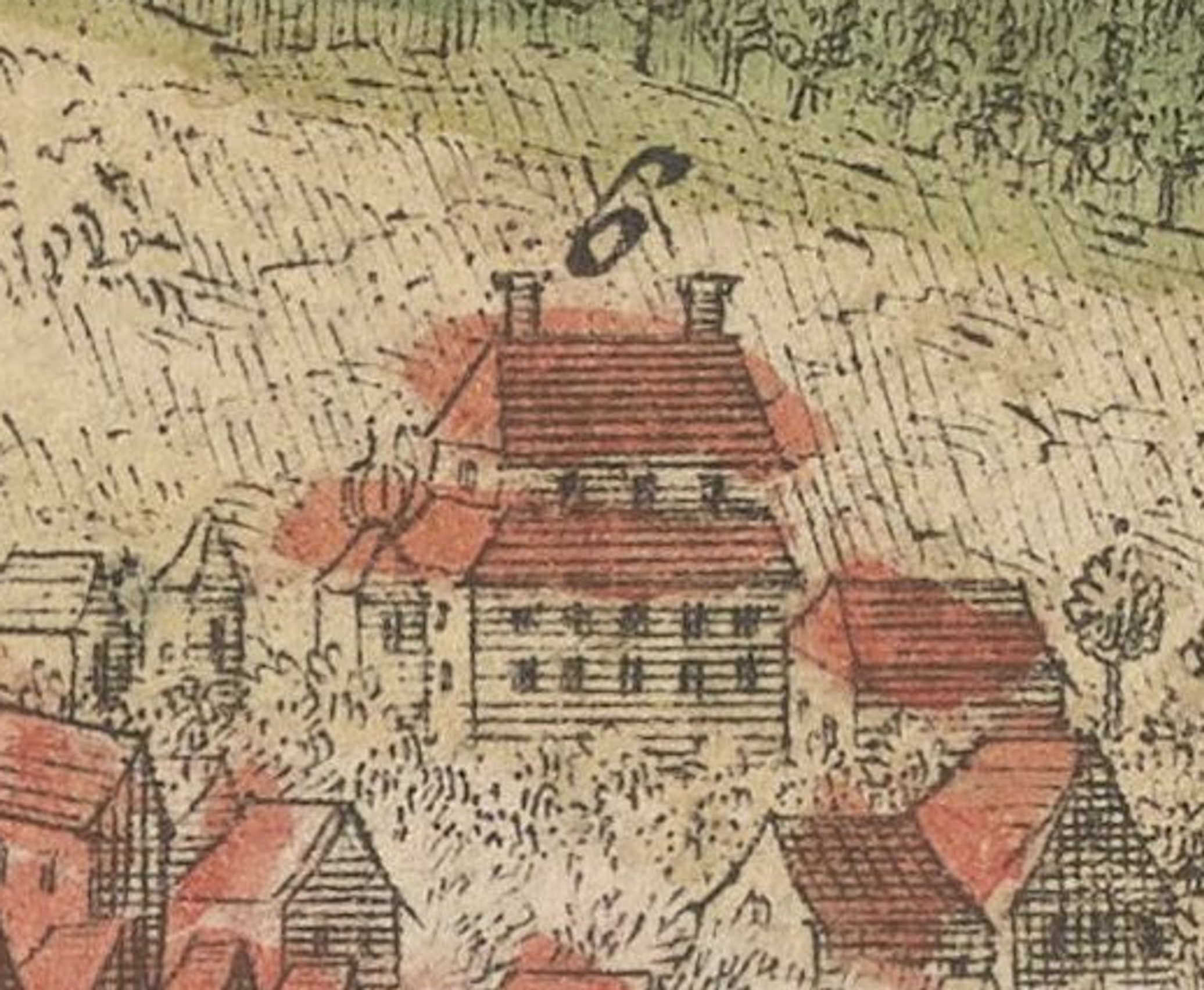
Zamek na rycinie F.B Wernera, 1738 r.
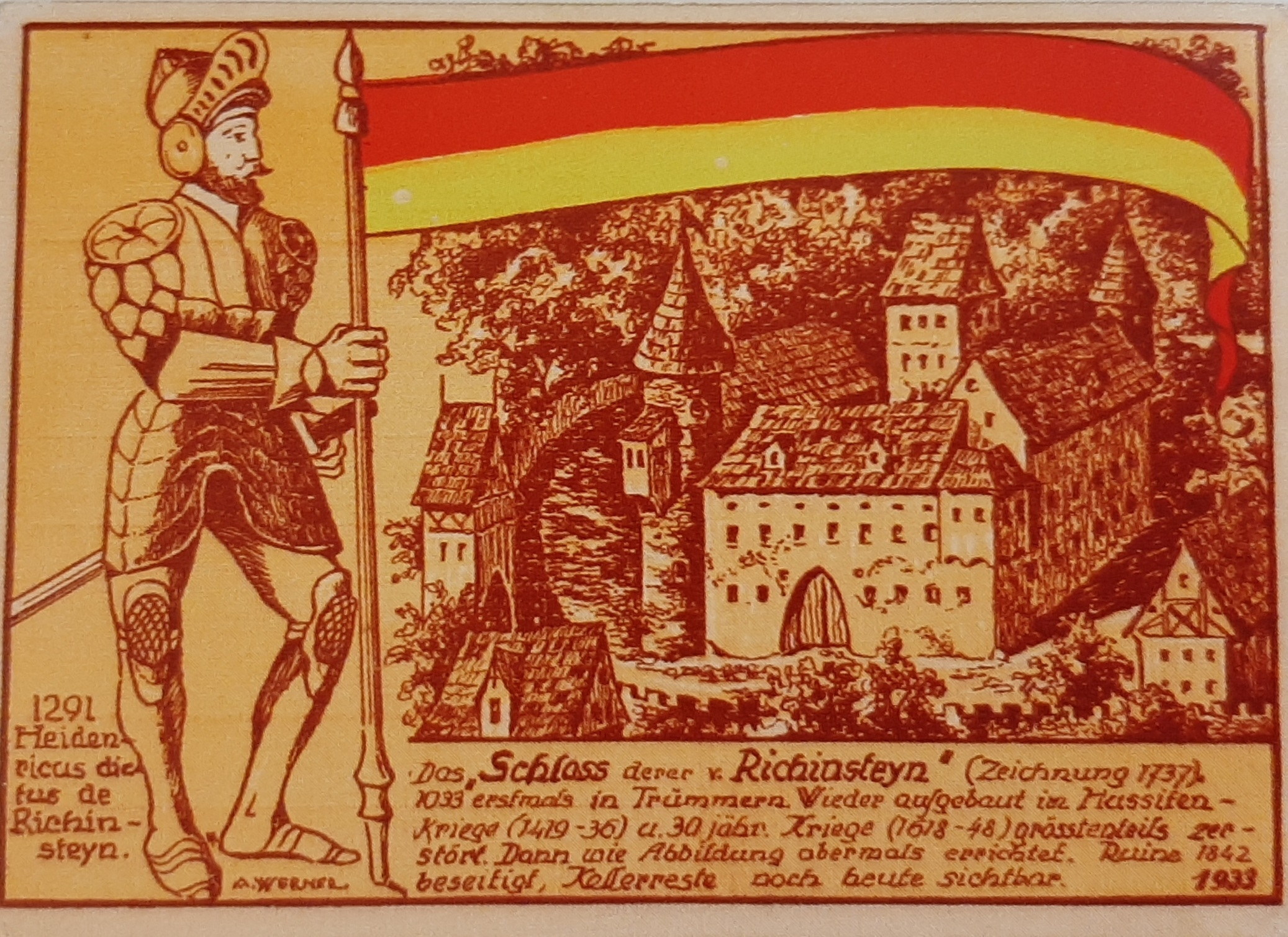
Pocztówka z 1933 r.
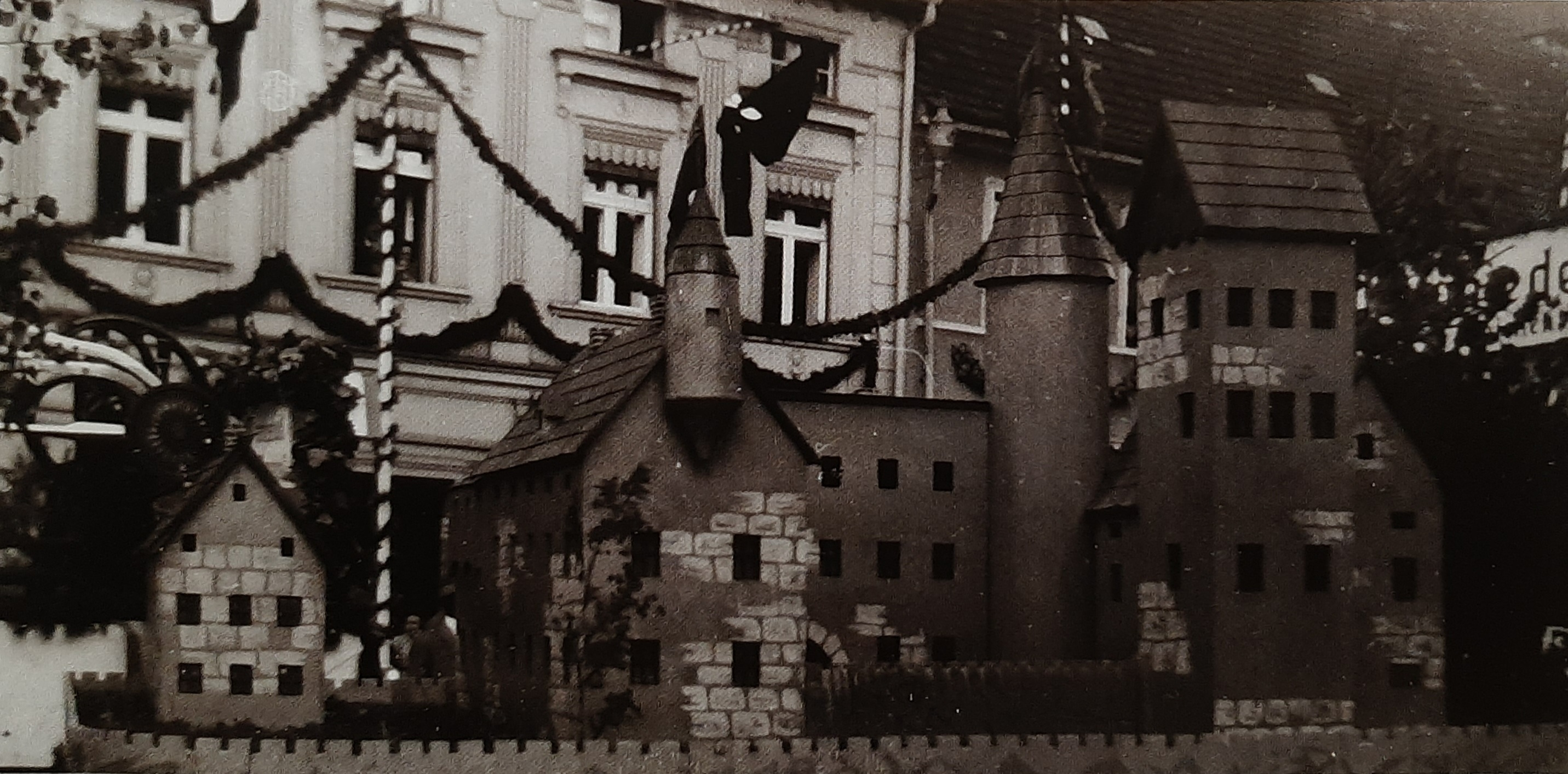
Makieta zamku